# SHV Boosters
SHV Boosters is een honkbal- en softbalvereniging uit Roosendaal.

## Geschiedenis
De vereniging begon op de velden van Keep Fit in Roosendaal als De Roosters in 1975. Hieruit kwam een afsplitsing voort De Alligators die gingen spelen op een zelf aangelegd veld waar tegenwoordig het Jan Tinbergen College staat. In 1978 kwam er een door de gemeente aangelegd veld op het Sportpark Vierhoeven waar beide clubs onderdak vonden. In 1982 kwam het tot een hereniging onder de naam SHV Boosters. Er zijn in 2019 nog twee velden aanwezig op Sportpark Vierhoeven.

## Vereniging
De vereniging telt in 2018 zo'n 60 actieve leden die honkbal spelen. Het herenteam honkbal komt uit in de vierde klasse van de KNBSB en tevens is er een pupillenteam, een aspirantenteam en een juniorenteam. De vereniging heeft momenteel geen softbalteams.

## Activiteiten
Behalve de clubactiviteiten, trainingen en deelname aan competities neemt de vereniging ieder jaar deel aan activiteiten zoals Sjors Sportief, sportdagen van de scholen of naschoolse opvang, enz.